# Erodium stephenianum
Erodium stephenianum är en näveväxtart som beskrevs av Carl Ludwig von Willdenow. Erodium stephenianum ingår i släktet skatnävor, och familjen näveväxter. Inga underarter finns listade i Catalogue of Life.